# Druivenkoers 2014
La Druivenkoers 2014, cinquantaquattresima edizione della corsa, valida come evento dell'UCI Europe Tour 2014 categoria 1.1, si svolse il 27 agosto 2014 su un percorso di 195,5 km. Fu vinta dal belga Jonas Van Genechten, che terminò la gara in 4h25'36" alla media di 44,16 km/h.
Furono 88 i ciclisti che portarono a termine la gara.

## Squadre partecipanti
| N.      | Cod. | Squadra                        |
| ------- | ---- | ------------------------------ |
| 1-8     | LTB  | Lotto-Belisol Team             |
| 11-18   | BEL  | Belkin Pro Cycling Team        |
| 21-28   | TSV  | Topsport Vlaanderen-Baloise    |
| 31-38   | WGG  | Wanty-Groupe Gobert            |
| 41-48   | TNE  | Team NetApp-Endura             |
| 51-58   | CRE  | Cibel                          |
| 61-68   | CCB  | Color Code-Biowanze            |
| 71-78   | JTW  | Josan-To Win Cycling Team      |
| 82-88   | KWS  | Kwadro-Stannah                 |
| 91-98   | PCW  | T.Palm-Pôle Continental Wallon |
| 101-108 | MMM  | Team 3M                        |
| 111-118 | TFC  | Telenet-Fidea                  |
| 121-128 | VGS  | Vastgoedservice-Golden Palace  |

| N.      | Cod. | Squadra                 |
| ------- | ---- | ----------------------- |
| 131-138 | VER  | Veranclassic-Doltcini   |
| 141-148 | WIL  | Vérandas Willems        |
| 151-157 | WBC  | Wallonie-Bruxelles      |
| 161-168 | STG  | Team Stölting           |
| 171-178 | SKT  | An Post-Chainreaction   |
| 181-188 | CJP  | Cyclingteam Jo Piels    |
| 191-198 | KOG  | Koga Cycling Team       |
| 201-208 | MET  | Metec-TKH Continental   |
| 211-218 | JOK  | Team Joker              |
| 221-228 | OHR  | Team Øster Hus-Ridley   |
| 231-236 | GID  | Dev. Team Giant-Shimano |
| 241-248 | RIJ  | Cyclingteam De Rijke    |

## Ordine d'arrivo (Top 10)

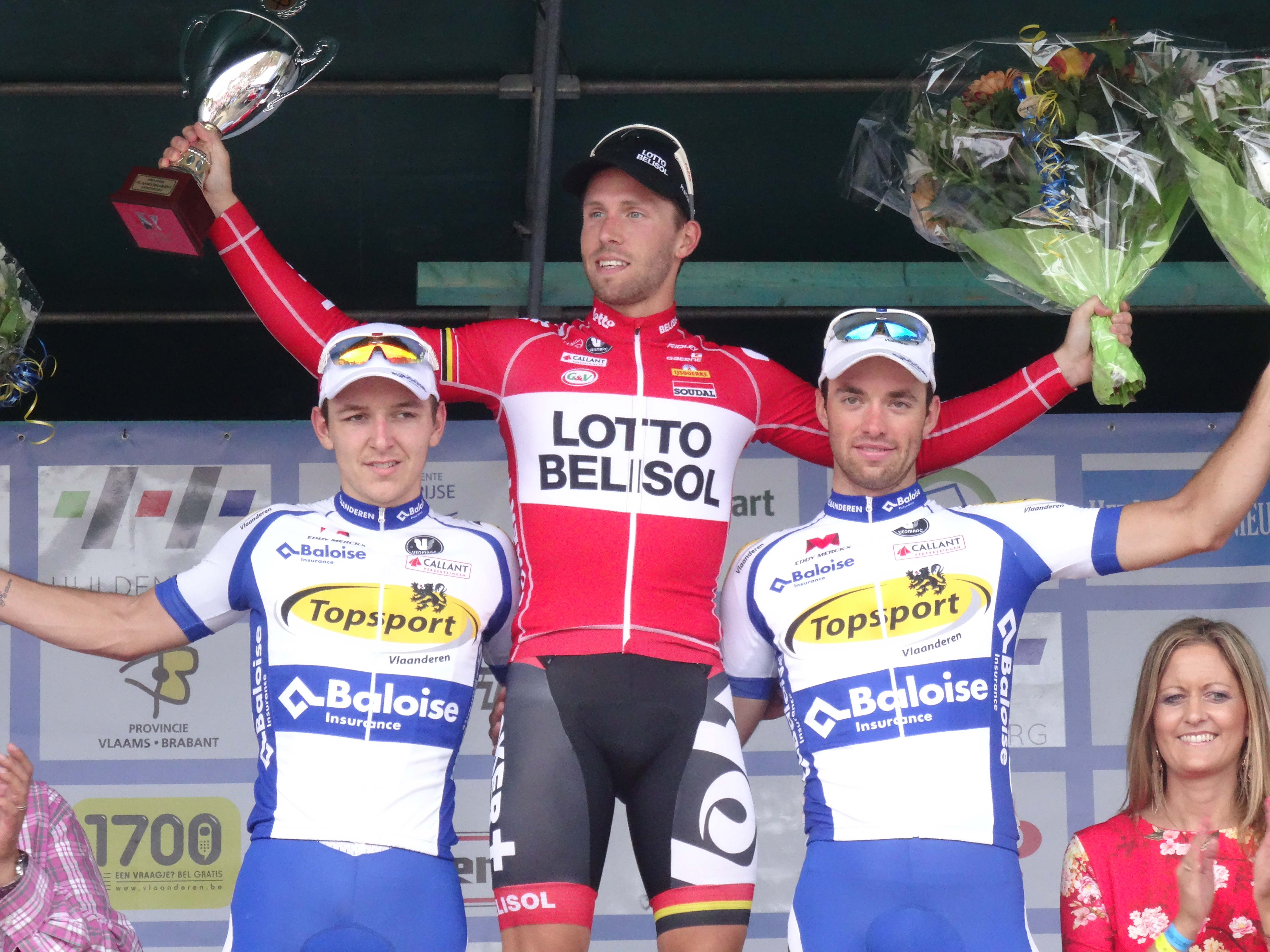
2014 : Jasper De Buyst (2), Jonas Van Genechten (1) & Tom Van Asbroeck (3).

| Pos. | Corridore           | Squadra       | Tempo    |
| ---- | ------------------- | ------------- | -------- |
| 1    | Jonas Van Genechten | Lotto-Belisol | 4h25'36" |
| 2    | Jasper De Buyst     | Topsport Vl.  | s.t.     |
| 3    | Tom Van Asbroeck    | Topsport Vl.  | s.t.     |
| 4    | Björn Leukemans     | Wanty         | s.t.     |
| 5    | Daniel Schorn       | NetApp-Endura | s.t.     |
| 6    | Bram Tankink        | Belkin        | s.t.     |
| 7    | Jérôme Baugnies     | Wanty         | s.t.     |
| 8    | Jelle Vanendert     | Lotto-Belisol | s.t.     |
| 9    | Jelle Wallays       | Topsport Vl.  | s.t.     |
| 10   | Oliver Naesen       | Lotto-Belisol | s.t.     |